# ファイサル・ザーイド
ファイサル・ザーイド（アラビア語: فيصل زايد 、Faisal Zayed またはFaisal Zaid、1991年10月9日 -）は、クウェートのプロサッカー選手。アル・クウェートSC所属。ポジションはMF、FW。サッカークウェート代表。
日本語では、ファイサル・ザイドあるいはファイサル・ザイード、ファイサル・ザイード・アル・ハルビなどと表記されることがある。

## 来歴

### 代表
西アジアサッカー選手権2014に出場。同選手権では対レバノン戦で1ゴールを記録した。
ガルフカップ2014では代表メンバー入りしたが、出場はなかった。
AFCアジアカップ2015に出場。